# حسن عبدالهی مبرهن
حسن عبدالهی مبرهن (متولد ۲۰ شهریور ۱۳۶۳ در رودسر) عضو کنونی تیم ملی فوتبال ساحلی ایران است. وی در پست دفاعی بازی کرده و هم‌اکنون یکی از برترین مدافعان جهان در رشته فوتبال ساحلی شناخته می‌شود. همچنین به مدت ۱۴ سال در تیم ملی فوتبال ساحلی حضور داشته و از سوابق ورزشی اش می‌توان به شش دوره حضور در جام جهانی، چهار دوره حضور در المپیک و ۷ دوره حضور در رقابتهای آسیایی اشاره کرد.او هم اکنون در باشگاه رئال مانستر ای وی آلمان بازی می کند.